# ویلا سن خوزه
ویلا سن خوزه (به اسپانیایی: San José) یک منطقهٔ مسکونی در آرژانتین است که در بخش کلون (انتره ریوس) واقع شده‌است. ویلا سن خوزه ۱۶٬۳۳۶ نفر جمعیت دارد.